# انتخابات الرئاسة الهندية 2007
انتخابات الرئاسة الهندية 2007 هي انتخابات رئاسية جرت في 19 يوليو 2007، في الهند، لانتخاب رئيس الهند.
فاز بالانتخابات براتيبا باتيل.